# 白鶴報恩
《白鶴報恩》是日本的民間故事《動物報恩譚》中的一則故事。

## 概要
一般是「老翁幫助中了陷阱的白鶴，那隻白鶴變成人類女性的樣子來給老翁和他老婆報恩」這個故事的主體形式廣為人知，不過類似的故事在日本全國有很多報告、文獻、口耳相傳等故事內容所顯示的差異。
- 白鶴幫助的人物不是老爺爺而是個年輕人。
- 那個年輕人與變成人類的白鶴一起組家庭的異類婚姻譚。這個類型以「鶴女房[1]」被廣為人知。
- 版本不是一對老夫婦，故事中沒有老奶奶，只有老爺爺一個人生活而已。
- 白鶴是不買針線的，用的是牠自己的羽毛來紡織，看著那個日漸消瘦的女孩，感覺很訝異的老爺爺，就偷窺了織布的房間。

一種說法是唐朝的故事「鶴氅裒」（かくしょうほう）的寓言是其原型，但中國古代動物報恩的故事不勝枚舉，南朝梁吳均作《續齊諧記》，記載朱雀報恩，東晉陶淵明的《搜神後記》記載螺女報恩。
古今東西被寬廣的作為以「不能看的禁忌」為主題的其中一則故事。

## 故事
很久很久以前，有一對老夫婦住在某地。在某個下雪的冬天，老爺爺到鎮上去賣柴火而出門，在路上發現一隻中了陷阱的白鶴。看牠覺得好可憐，老爺爺就解開白鶴身上的陷阱，並放牠逃走。而在下起暴風雪的那個夜晚，一個美若天仙的女孩來到了老夫婦的家。女孩說因為爹娘過世了，她是為了尋找素未謀面的親戚而來到的途中，結果因為下雪迷了路，希望能讓她借宿一宿，夫婦倆很高興的讓她到家裡住。結果隔天，還有再隔一天，雪還是下個不停，女孩就在老夫婦的家裡住了下來。在那期間，女孩很細心的照料這對老夫婦，讓他們都非常的高興。某一天女孩說，與其要去找素未謀面的親戚，不如讓我來當你們的女兒吧！老夫婦很高興的就答應了。
因為孝順而幫助老夫婦的女孩，某日女孩「因為想要買線來織布」就拜託老爺爺買線來，而女孩還告訴老夫婦「我在織布的時候請絕對不可以偷看」，因此就待在房間裡織布，並花了三天三夜不眠不休的時間終於織完一匹布。女孩說「把這個賣了，請再買一些線來」，而她給老夫婦的布非常美麗，在鎮上給予了很高的評價，賣了很高的價錢。老爺爺就再買新的線，女孩就再織出第二匹布，而那布卻是越來越漂亮，也賣得了更高的價錢，因此老夫婦生活就變的很富有了。
可是，女孩為了織出第三匹布，再次待在房間裡時，原本為了忍耐而遵守約定的老夫婦，就開始在想女孩是如何織出如此美麗的布呢！終於老奶奶忍不住好奇心就打開房門向裡面一看。她和老爺爺看到原本應是女孩的地方，居然是一隻白鶴。白鶴拔了自己身上的羽毛和線一起來織，而織出來布是如此的燦爛奪目。大部分的羽毛都被牠拔出來，因此看到白鶴的身姿是如此的可憐。看到此情形的夫婦倆非常驚訝而嚇了一跳，接著白鶴變回女孩，並停止織布來到老夫婦身旁，她向老爺爺坦白說她就是被他幫助逃離陷阱的白鶴，她希望能成為老夫婦的女兒，不過她說要是被看到她的真面目時她就要離開了。之後她就變回了白鶴，並向老夫婦道別後飛往天空去了。

## 外部連結
- （日語）白鶴報恩 Digital EHON site （页面存档备份，存于）